# چم لپه
چم لپه، روستایی از توابع بخش چاروسا شهرستان کهگیلویه در استان کهگیلویه و بویراحمد ایران است.
مردم این روستا همیشه پشت آرمان نشان ایستاده آمد
و در زمان جنگ تحمیلی شهدایی تقدیم انقلاب اسلامی کردند.

## جمعیت
این روستا در دهستان طیبی سرحدی شرقی قرار دارد و براساس سرشماری مرکز آمار ایران در سال ۱۳۸۵، جمعیت آن ۲۴۵ نفر (۵۱خانوار) بوده است.